# Émery de Caen
Pour les articles homonymes, voir Emery.
Émery de Caen est un marin et aventurier français, gouverneur de Nouvelle-France de façon provisoire de 1624 à 1626, puis de 1632 à  1633.  Il fit partie d'une expédition qui connut le même échec que celle de l'amiral Roquemont par les frères Kirke à Tadoussac en 1628.  Ses navires et ses marins furent pris en otage par les Anglais, même si la France avait conclu la paix avec l'Angleterre.